# Juttadinteria
Juttadinteria (лат.) — род суккулентных растений семейства Аизовые (Aizoaceae), подсемейства Ruschioideae, произрастающий на территории Капской провинции Южно-Африканской Республики и Намибии.

## Название
Родовое латинское (научное) название Juttadinteria было дано в честь Ютты Динтер (Jutta Dinter, 1906-1935), супруги немецкого ботаника профессора Курта Динтера.
Из-за отсутствия официального русскоязычного названия рода в авторитетных источниках, вероятное произношение на русском языке может быть сформировано как «Юттадинтерия».

## Ботаническое описание

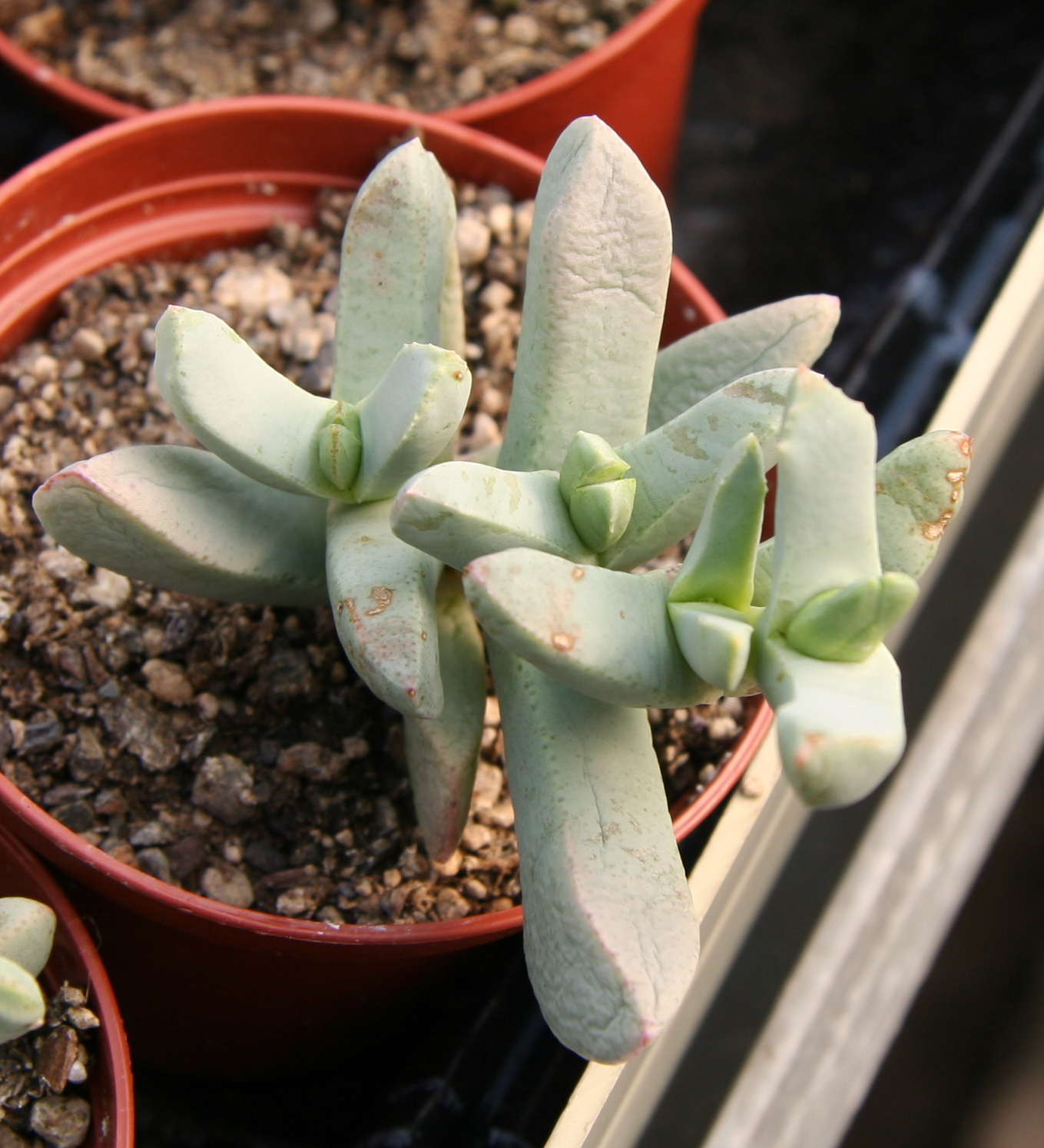
Juttadinteria deserticola в культуре

Представители рода — миниатюрные кустистые многолетние растениями с короткими междоузлиями, могут иметь прямостоячий, восходящий рост, или стелющийся полукустарничковый облик. Листья в большинстве случаев короткие и мясистые, перекрещиваются и сросшиеся у основания, обладают яйцевидной, субцилиндрической, широко ладьевидной или треугольной формой; иногда по краям и килю листьев встречаются красноватые или коричневатые зубцы; окраска листьев может быть бледно-серо-зеленой или голубовато-зеленой.
Цветки располагаются поодиночке в верхней части стебля на короткой цветоножке, имеют диаметр около 50 мм; часто обладают приятным ароматом; цветки раскрываются в первой половине дня и закрываются на ночь. Чашелистиков 4, 2 наружных обычно имеют зубчатую ланцетную форму, а 2 более коротких — мембранозные края. Лепестки расположены в 1—3 рядах, могут быть свободными или немного сросшимися у основания, имеют линейную форму, загнутую назад; цвет лепестков варьирует от белого до фиолетово-красного цвета, обладают блеском с обеих сторон. Тычинки покрыты волосками у основания и собраны в конус; стаминодии отсутствуют. Нектарник образует зубчатое кольцо. Завязь +/- плоская или слегка коническая; рыльца 8(-11), имеют шиловидную форму, иногда с коротким столбиком. Плод — 8(-11)-гнездная коробочка, аналогичную плодам рода Delosperma; плод имеет центральную колонку и толстые перегородки между отдельными локулами; створки плода представлены длинными, узкими крыльями, расширяющимися параллельно; кили плода слегка расходятся у концов; покровные перепонки иногда сокращены до отгиба или могут быть хорошо развитыми, но чаще редуцированы. Семена имеют приблизительно сферическую или грушевидную форму, покрыты морщинами или бородавками.

## Таксономия
Juttadinteria Schwantes, первое упоминание в Z. Sukkulentenk. 2: 182. (1926).

### Виды
Согласно данным сайта WFO Plantlist на июнь 2023 года, род состоит из 5 видов:
- Juttadinteria albata (L.Bolus) L.Bolus
- Juttadinteria attenuata Walgate
- Juttadinteria ausensis (L.Bolus) Schwantes
- Juttadinteria deserticola (Marloth) Schwantes
- Juttadinteria simpsonii (Dinter) Schwantes